# Zoran Janković
Zoran Janković   (Zenica, 8 de gener de 1940 - Belgrad, 25 de maig de 2002) fou un waterpolista serbi, nascut a Bòsnia, que va competir sota bandera iugoslava durant les dècades de 1960 i 1970.
El 1964 va prendre part en els Jocs Olímpics d'Estiu de Tòquio, on guanyà la medalla de plata en la competició del waterpolo. Quatre anys més tard, als Jocs de Ciutat de Mèxic, guanyà la medalla d'or en la mateixa prova. El 1972 disputà els seus tercers, i darrers, Jocs Olímpics, on fou cinquè en la competició de waterpolo.
En el seu palmarès també destaca una medalla de bronze al Campionat del Món de waterpolo de 1978, dues medalles de bronze al Campionat d'Europa de waterpolo, el 1966 i 1970, i dues medalles d'or i una de plata als Jocs del Mediterrani, el 1963, 1967 i 1971 respectivament. Va jugar 221 partits a la selecció iugoslava, en què marcà 259 gols.
A nivell de clubs jugà al HAVK Mladost (1958-1961) i VK Partizan amb qui guanyà els primers trofeus de la història del club, destacant sis campionats nacionals, quatre copes nacionals i quatre edicions de la Copes d'Europa de Waterpolo, el 1964, 1966, 1967 i 1971. El 1963 fou escollit millor esportista de Iugoslàvia.
El 2004 fou inclòs a l'International Swimming Hall of Fame.